# Protyndarichoides cinctiventris
Protyndarichoides cinctiventris är en stekelart som först beskrevs av Girault 1934.  Protyndarichoides cinctiventris ingår i släktet Protyndarichoides och familjen sköldlussteklar. Inga underarter finns listade i Catalogue of Life.